# Botildenborgs vattentorn

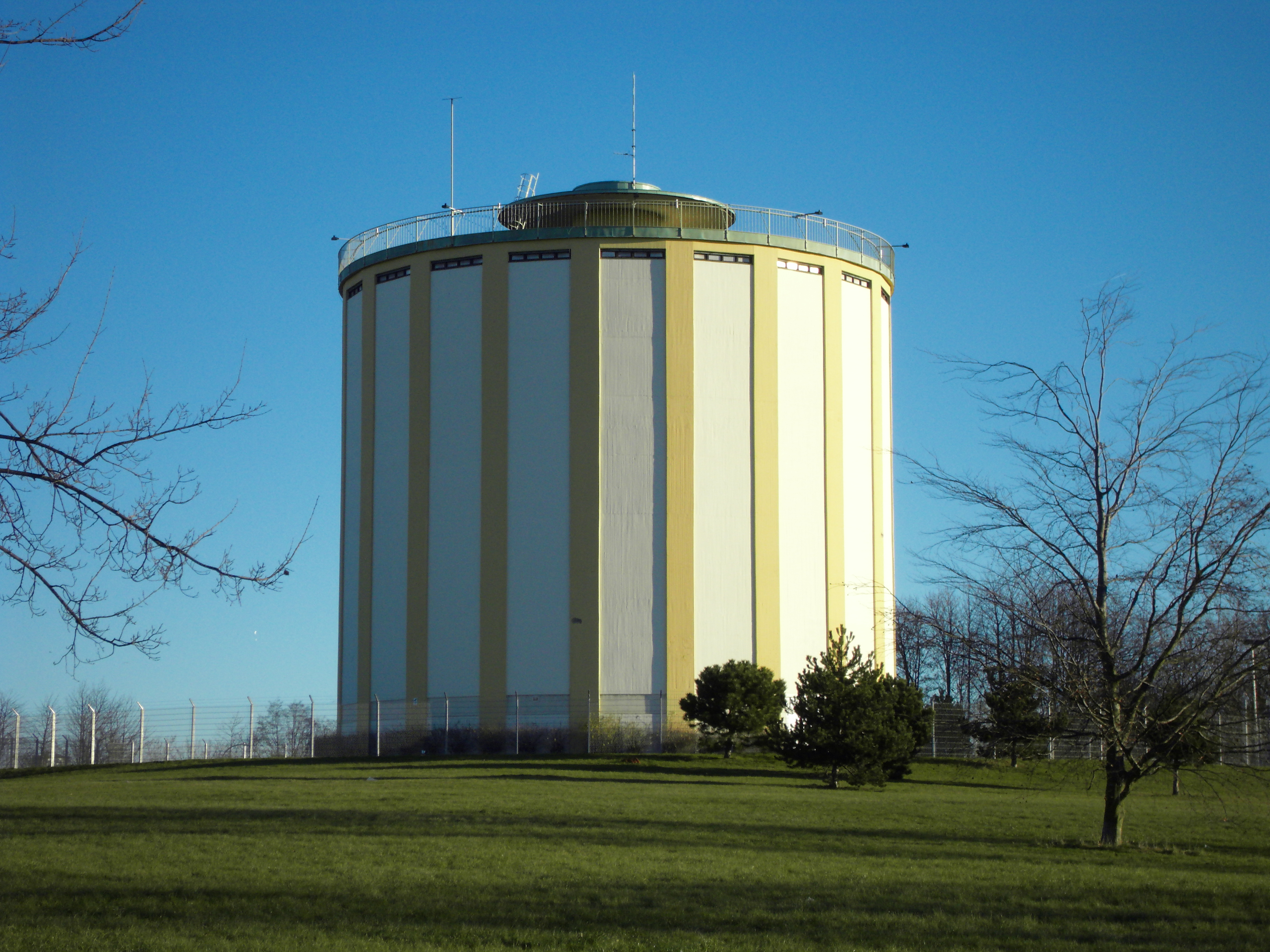
Botildenborgs vattentorn.

Botildenborgs vattentorn är ett vattentorn beläget i stadsdelen Rosengård i Malmö. Vattentornet är ett av Malmös tre i drift varande vattentorn och byggdes 1949 efter ritningar av stadsarkitekten Carl-Axel Stoltz. Det är 27 m högt, har en reservoarvolym på 3 000 m³ och skulle ursprungligen även fungera som ett utsiktstorn.
Byggnaden är belägen på en svagt sluttande kulle varför marknivån uppgår till 31 meter. Vid arkeologiska utgrävningar som utfördes på platsen inför vattentornets tillkomst påträffades gravar och boplatslämningar från förhistorisk tid.
Vattentornet är väl synligt för trafikanter på Inre ringvägen i Malmö och Bulltofta vattenverk placerade årligen tio julgranar på vattentornets tak som en julhälsning, men numera får malmöborna nöja sig med fasadbelysning.
På grund av en ökad säkerhetspolicy omgärdas tornet sedan 2013 av ett högt staket.
Rosengårds frisbeegolfbana är belägen på grönområdet invid vattentornet.